# Chrysler Town & Country (1940)
Chrysler Town & Country – samochód osobowy klasy luksusowej, a następnie klasy średniej produkowany pod amerykańską marką Chrysler w latach 1940–1988.

## Pierwsza generacja

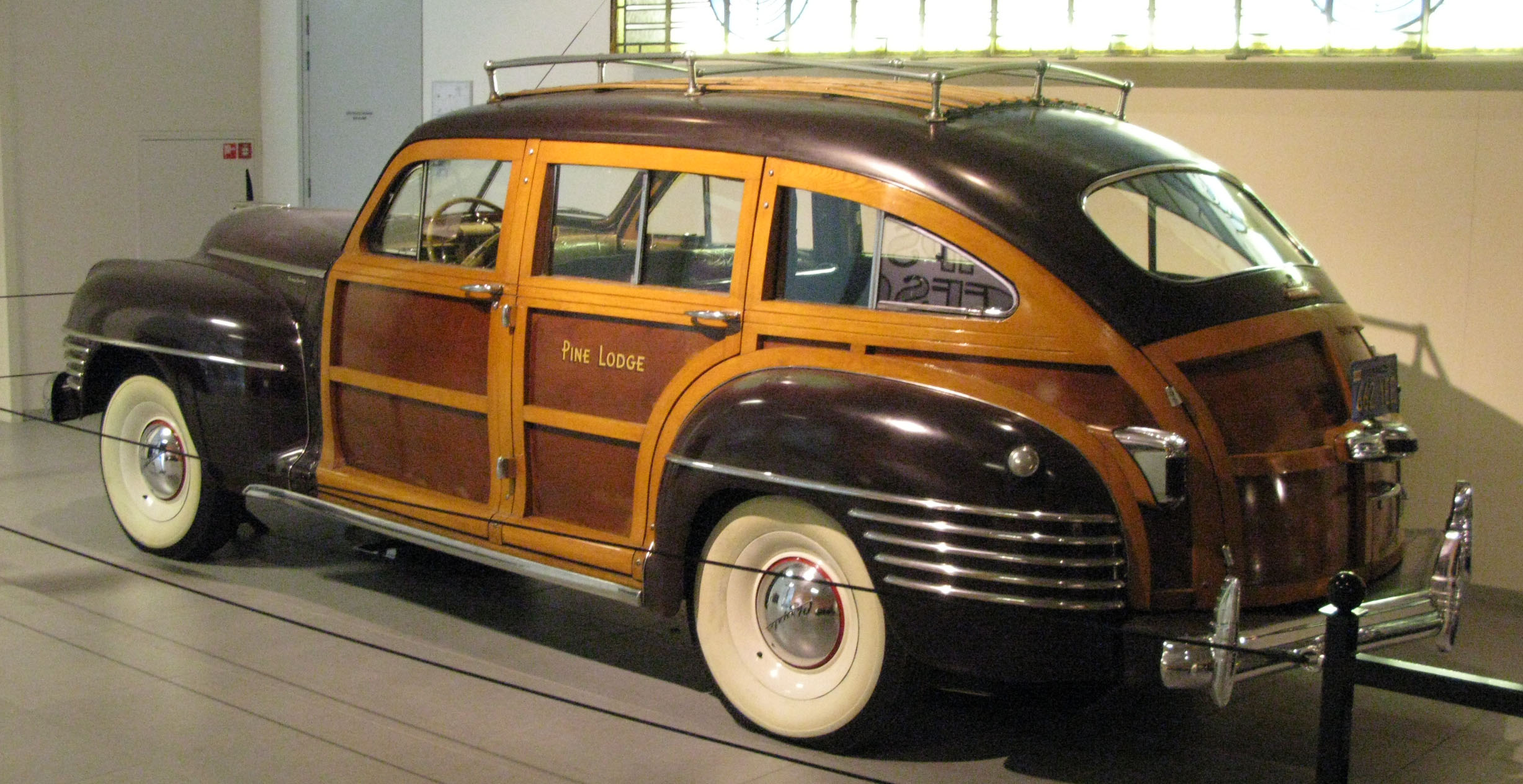
Chrysler Town & Country I - tył

Chrysler Town & Country I został zaprezentowany po raz pierwszy w 1940 roku.
Pierwsza generacja Chryslera Town & Country pojawiła się na rynku 1941 roku. Samochód uzupełnił ofertę marki jako duże kombi oparte na technice pokrewnych modeli Imperial i Windsor, wyróżniając się specyficznym obiciem nadwozia. Tworzyła je drewniano-stalowa okleina, która znajdowała się na panelach bocznych oraz tylnych.
Produkcja pierwszej generacji Town & Country została wstrzymana zaledwie rok po premierze z powodu podporządkowania pracy zakładów Chryslera na potrzeby produkcji wojennej.

### Silnik
- L6 2.5l 116 KM

## Druga generacja

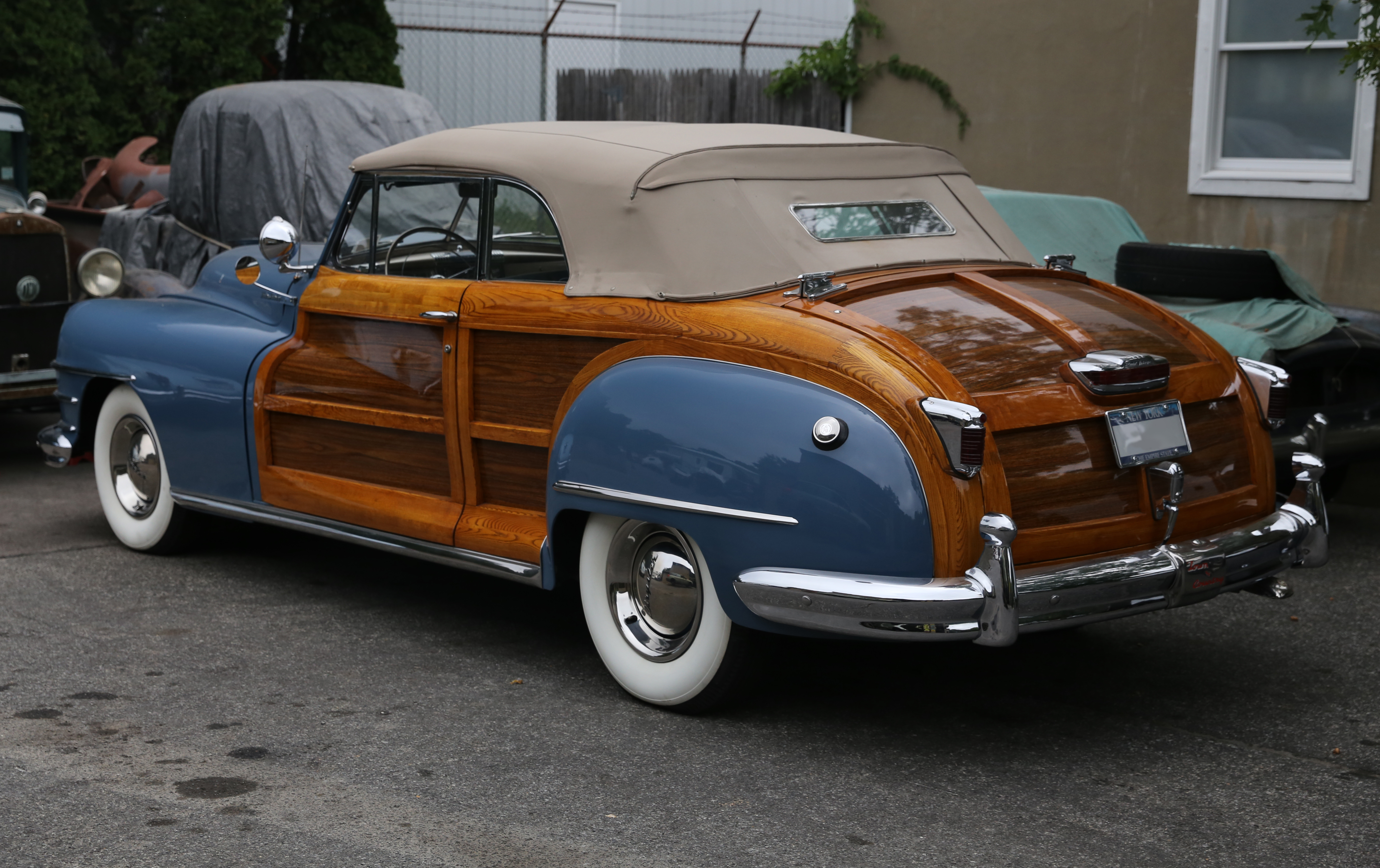
Chrysler Town & Country II - tył

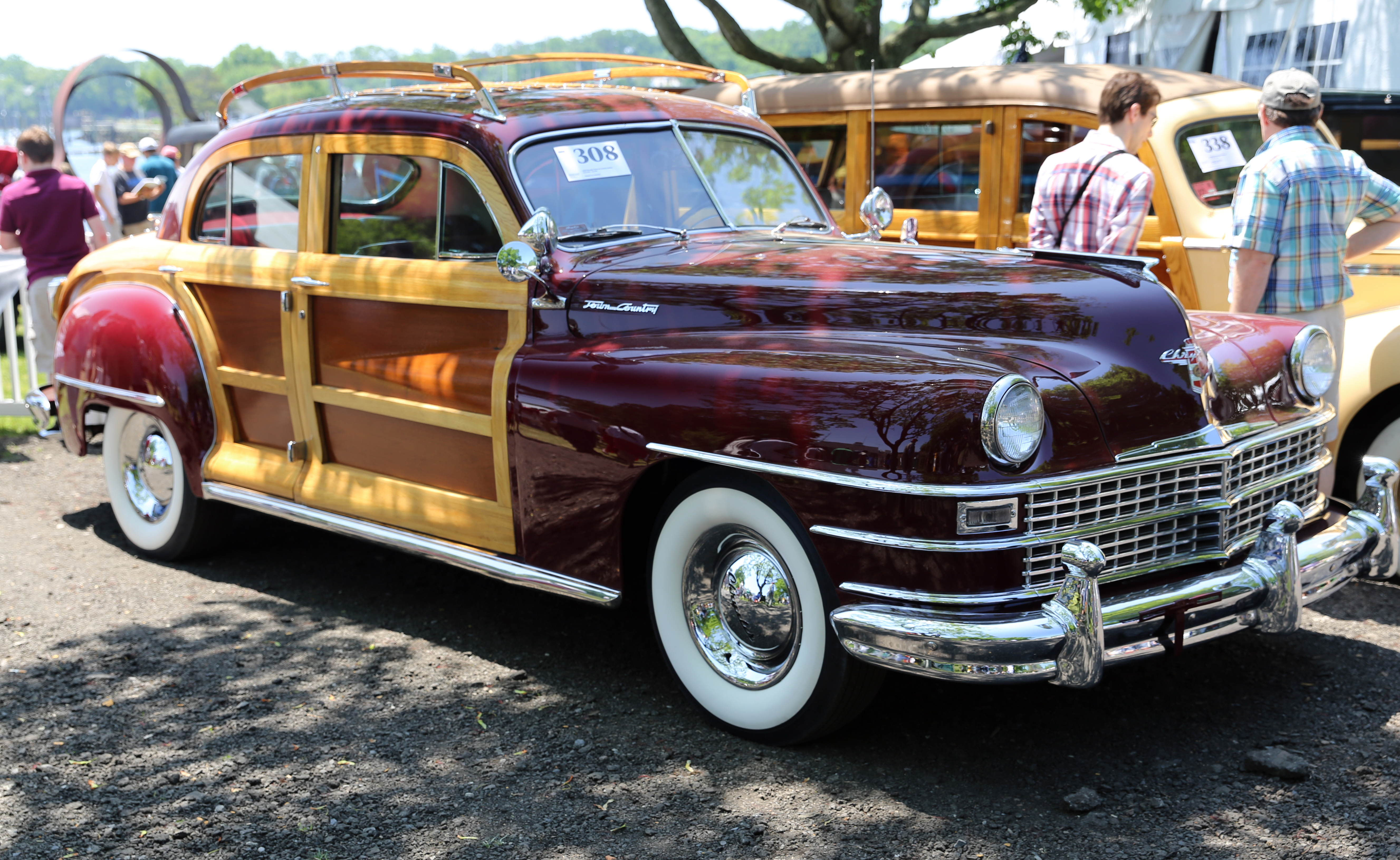
Chrysler Town & Country II Sedan

Chrysler Town & Country II został zaprezentowany po raz pierwszy w 1946 roku.
W sierpniu 1946 roku Chrysler podjął decyzję o wznowieniu produkcji serii modelowej Town & Country. Tym razem oferta nadwoziowa nie została oparta na wersji kombi, lecz sedanie i dwudrzwiowym kabriolecie z ozdobnymi mahoniowymi panelami w jesionowych ramach, których używano do 1948 roku. Town & Country II został oparty konstrukcyjnie na modelu Windsor. Tylko w 1946 roku produkowany był także sedan oparty na większym modelu New Yorker.

### Silniki
- L8 3.2l L-head

## Trzecia generacja

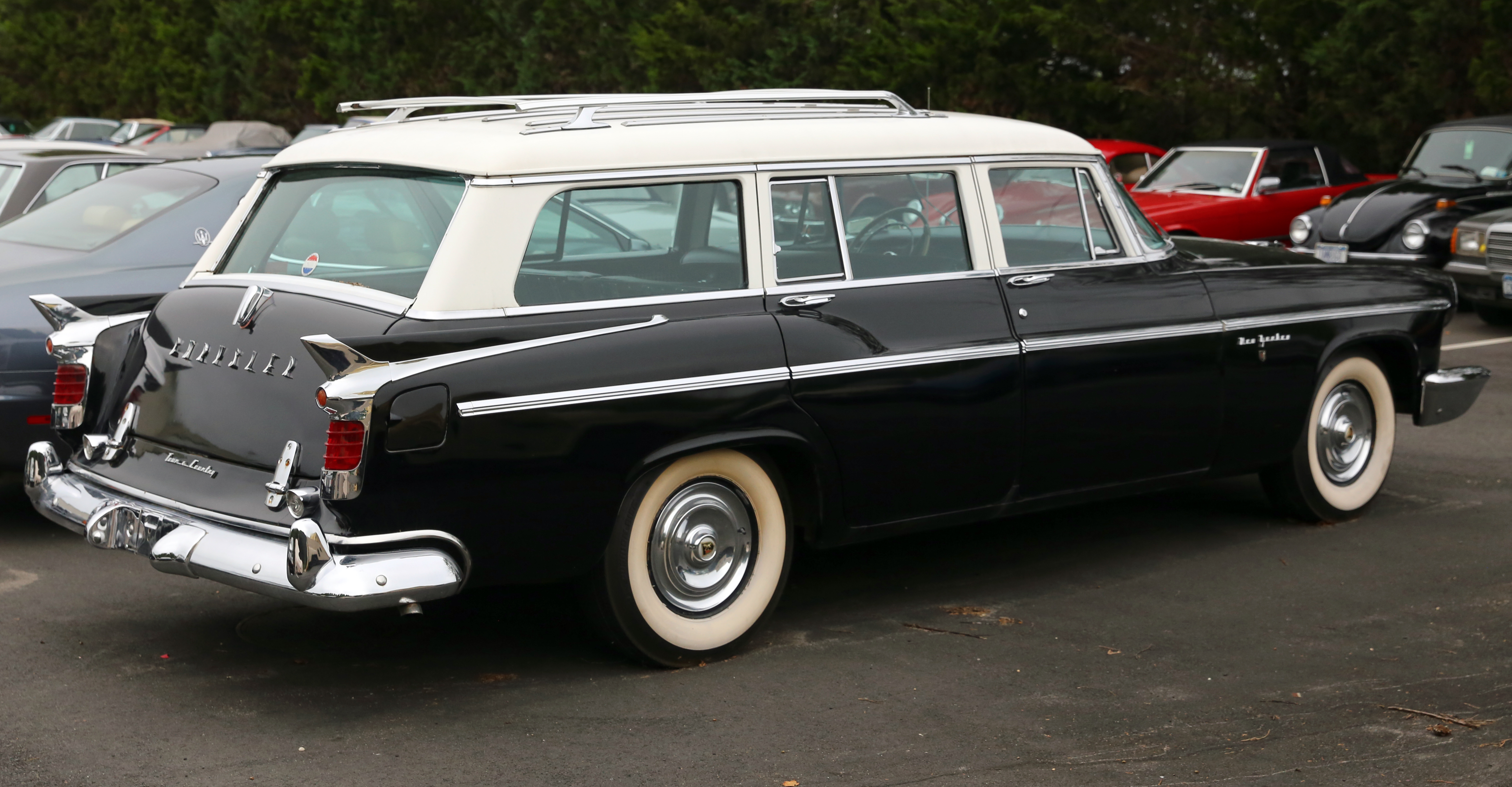
Chrysler Town & Country III - tył

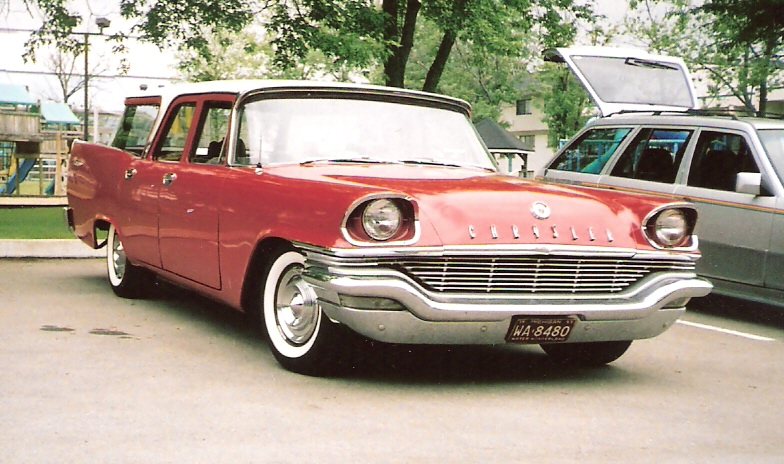
Chrysler Town & Country III po liftingu

Chrysler Town & Country III został zaprezentowany po raz pierwszy w 1950 roku.
W 1950 roku Chrysler zaprezentował kolejne wcielenie modelu Town & Country, którą tym razem zbudowano w oparciu o technikę modelu New Yorker. W tym ostatnim roku pojawiła się też nazwa Town & Country jako uzupełniające oznaczenie wersji kombi modelu Chrysler Royal, również z drewnopodobnymi ozdobami. Po tym roku Town & Country przestał być osobnym modelem i zaprzestano też stosowania drewnopodobnych paneli.
Od tej generacji nazwa Town & Country była fe facto używana dla oznaczania wersji kombi modeli Chryslera: New Yorker, Windsor i Saratoga.

### Silnik
- V8 6.8l 119 KM

## Czwarta generacja

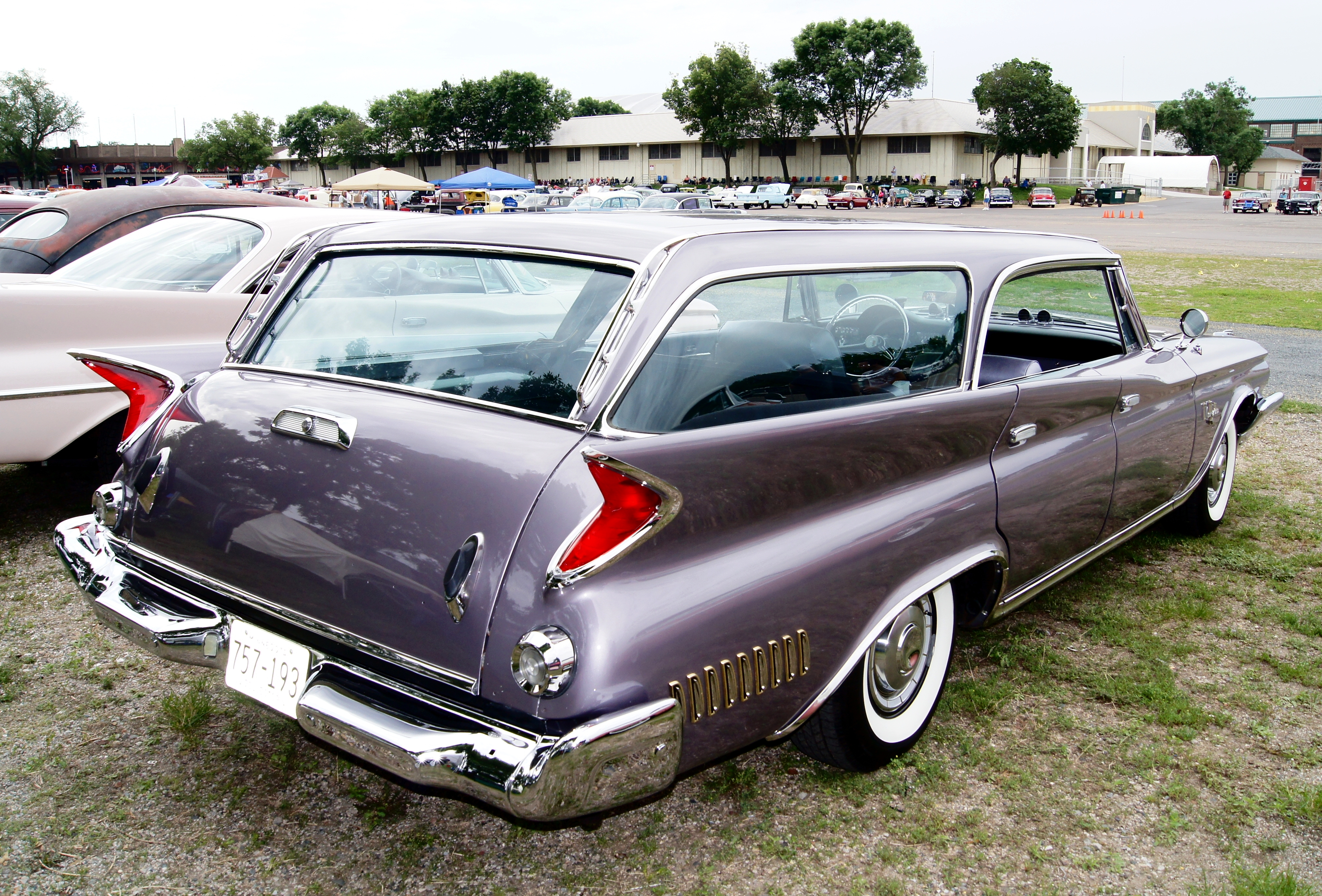
Chrysler Town & Country IV - tył

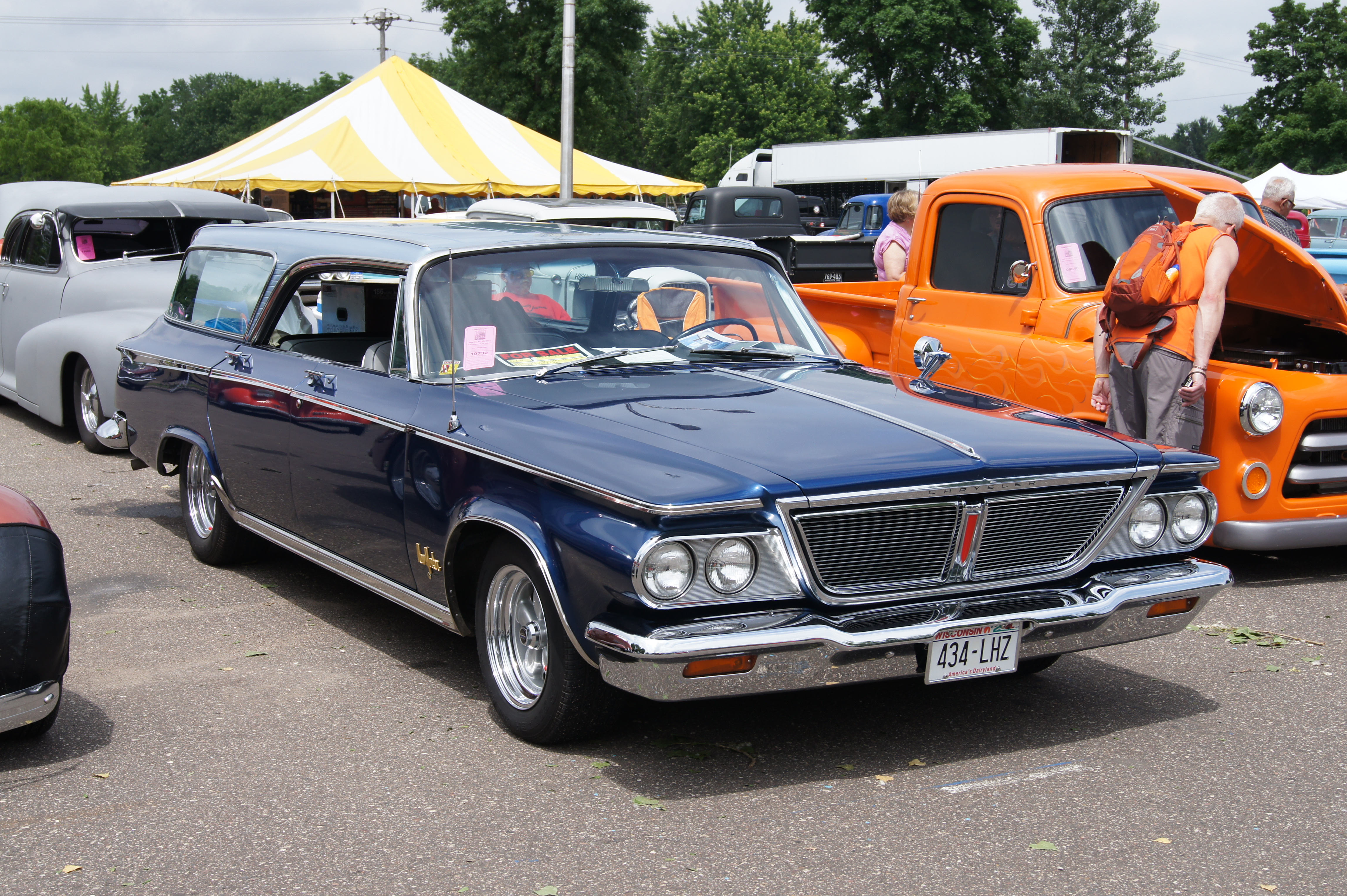
Chrysler Town & Country IV po liftingu

Chrysler Town & Country IV został zaprezentowany po raz pierwszy w 1959 roku.
Czwarta generacja Town & Country została zaprezentowana w 1959 roku. Samochód powstał w ramach kierunku stylistycznego Forward Look, jaki Chrysler wdrożył dla swoich różnych modeli z lat 50. XX wieku. Bazą techniczną dla tego wcielenia pełnowymiarowego kombi marki był tym razem Chrysler Newport. W ciągu trwającej pięć lat produkcji, samochód przeszedł kilka restylizacji, które obejmowały głównie wygląd pasa przedniego oraz akcenty stylistyczne zdobiące panele nadwozia.

### Silniki
- V8 4.1l 340 KM

## Piąta generacja

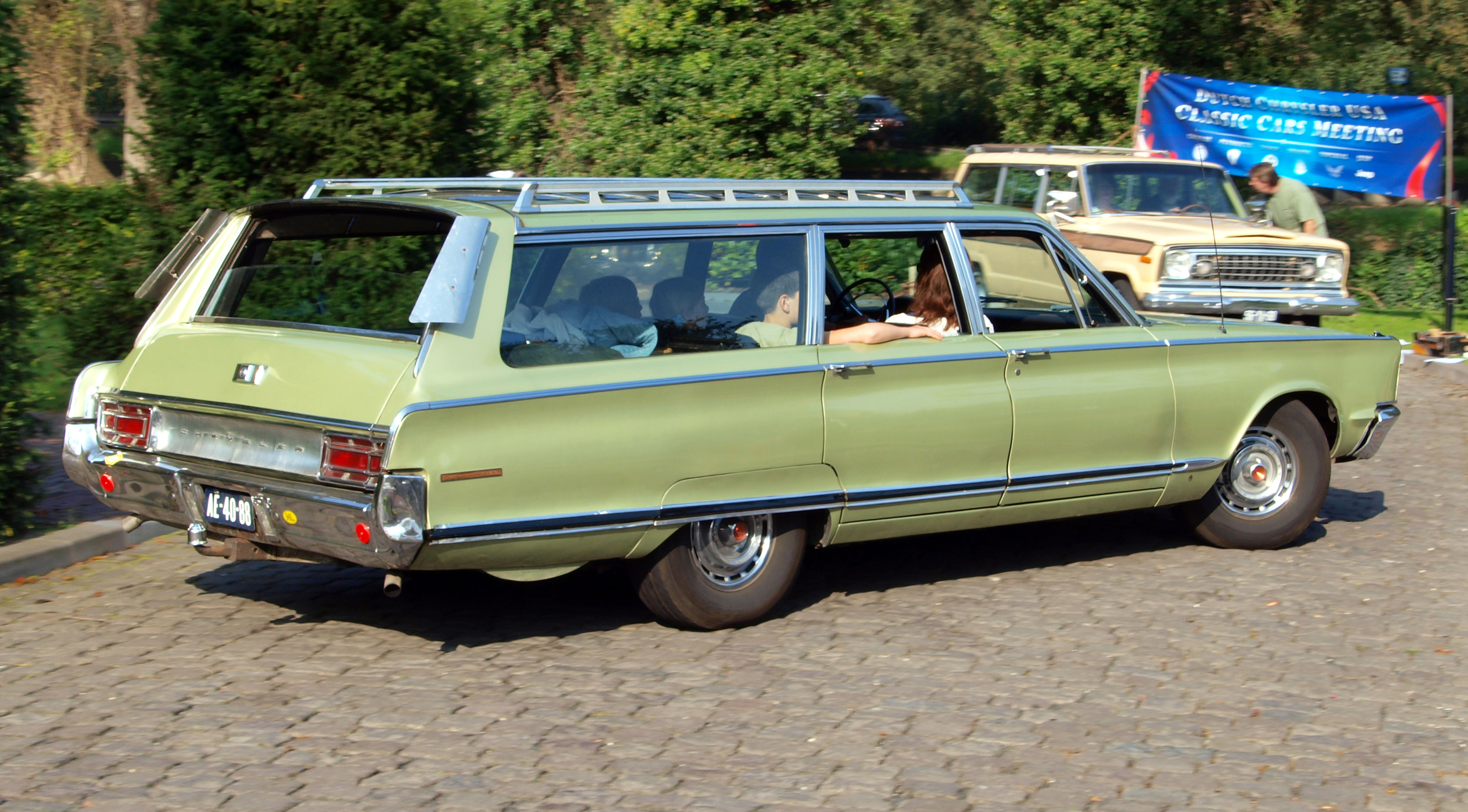
Chrysler Town & Country V - tył

Chrysler Town & Country V został zaprezentowany po raz pierwszy w 1964 roku.
Podobnie jak poprzednik, Chrysler Town & Country V był oparty na modelu Newport i odróżniał się od niego jedynie wyglądem tylnej części nadwozia. W stosunku do poprzednika samochód przeszedł ewolucyjne zmiany w wyglądzie, zyskując bardziej stonowaną stylistykę i mniej awangardowe linie nadwozia. Charakterystycznym elementem stał się prostokątny przód z dużą, chromowaną atrapą chłodnicy. Ponadto, piątą generację modelu wyróżniała też wyraźnie zarysowana linia nadwozia i liczne chromowane ozdobniki.

### Silniki
- V8 5.9l
- V8 6.3l
- V8 6.6l
- V8 7.2l

## Szósta generacja

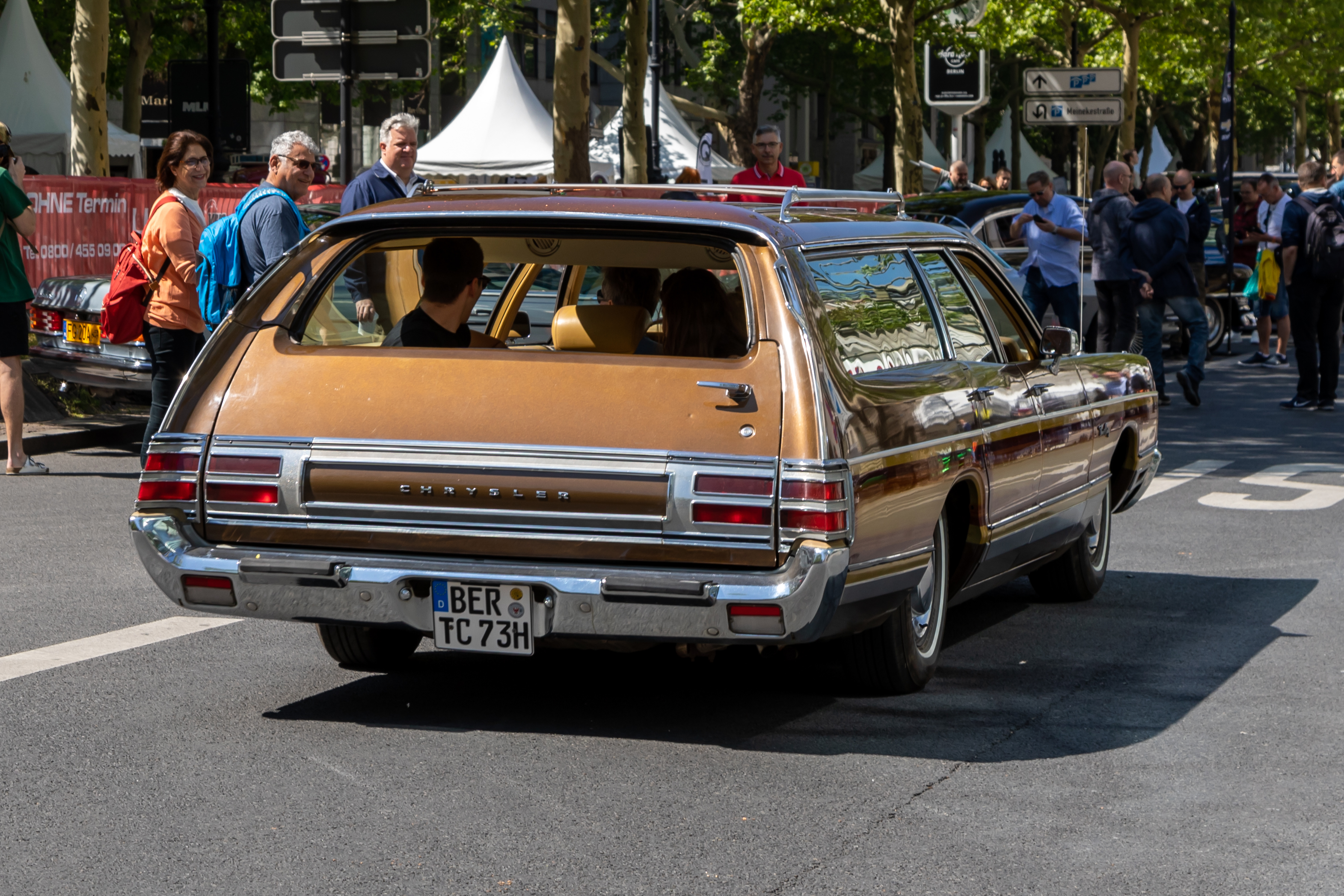
Chrysler Town & Country VI - tył

Chrysler Town & Country VI został zaprezentowany po raz pierwszy w 1968 roku.
Premiera kolejnej generacji Chryslera Town & Country przyniosła ewolucyjne zmiany w wyglądzie pojazdu. Samochód zyskał przestylizowany pas przedni, a także charakterystyczną, zadartą linię okien z punktu widzenia powierzchni bocznej.
Gruntownie zmodernizowano wygląd tylnej części nadwozia, gdzie pojawiły się masywne, podłużne lampy. Charakterystycznym rozwiązaniem była klapa bagażnika otwierana za pomocą klamki na bok - odchylała się w lewo. Ponadto, samochód wyróżniała też chromowana poprzeczka przedzielająca atrapę chłodnicy.

### Silniki
- V8 5.9l
- V8 6.3l
- V8 6.6l
- V8 7.2l

## Siódma generacja

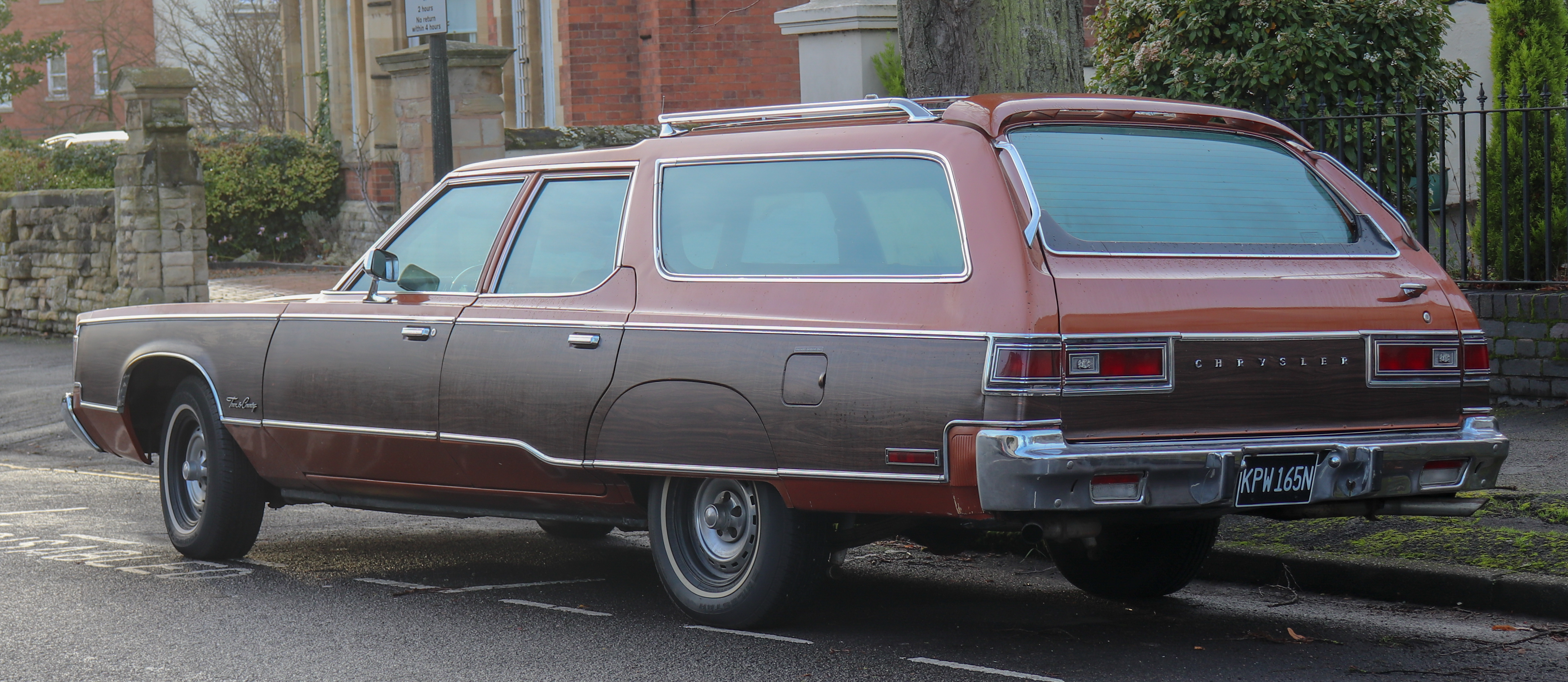
Chrysler Town & Country VII - tył

Chrysler Town & Country VII został zaprezentowany po raz pierwszy w 1973 roku.
W 1973 roku Chrysler zaprezentował kolejną generację modelu Town & Country. Podobnie jak poprzednicy, została ona oparta na technice modelu Newport i de facto była jego odmianą kombi, odróżniając się wyglądem tylnej części nadwozia i wybranymi detalami w stylistyce. Town & Country VII powstał na platformie C-body, charakteryzując się nieznacznie dłuższym nadwoziem w stosunku do pokrewnego modelu Newport. Było to jednocześnie ostatnie wcielenie oparte na tym modelu.

### Silniki
- V8 5.9l
- V8 6.2l
- V8 7.2l

## Ósma generacja

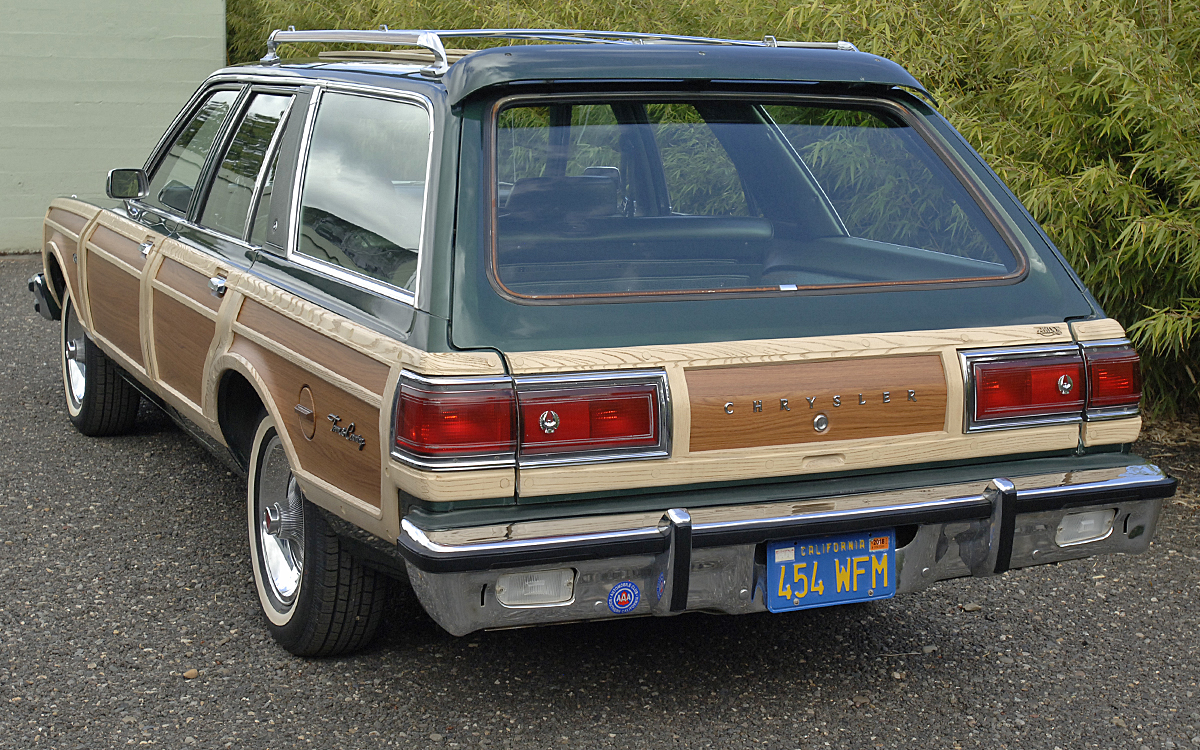
Chrysler Town & Country VIII - tył

Chrysler Town & Country VIII został zaprezentowany po raz pierwszy w 1977 roku.
Ósma generacja Chryslera Town & Country powstała według nowej koncepcji - samochód oparto tym razem o model LeBaron, co przyniosło nową platformę M-body i duże zmiany w wyglądzie zewnętrznym. Town & Country zyskał bardziej kanciaste proporcje, z charakterystyczną, masywną atrapą chłodnicy wykończoną chromem. Przedni pas wyróżniały podłużne paski kierunkowskazów znajdujące się nad reflektorami, a z tyłu zamontowano tym razem duże, podłużne lampy. Po raz pierwszy od 1950 roku samochód ponownie oferowany był z okleinami nadwozia imitującymi drewno mahoniowe. Pokrywały one błotniki, drzwi i klapę bagażnika.

### Silniki
- L6 3.7l
- V8 5.2l
- V8 5.9l

## Dziewiąta generacja

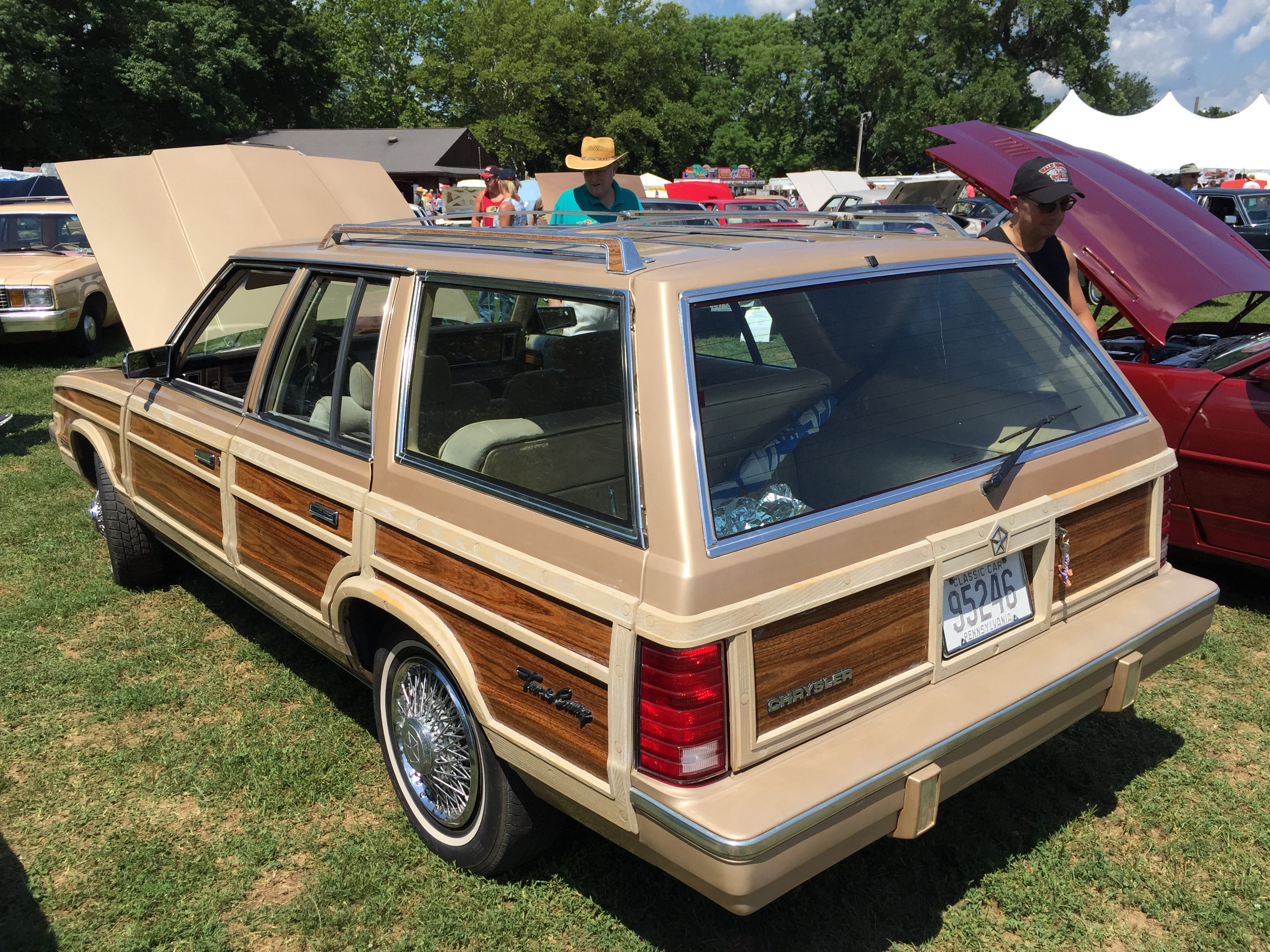
Chrysler Town & Country IX - tył

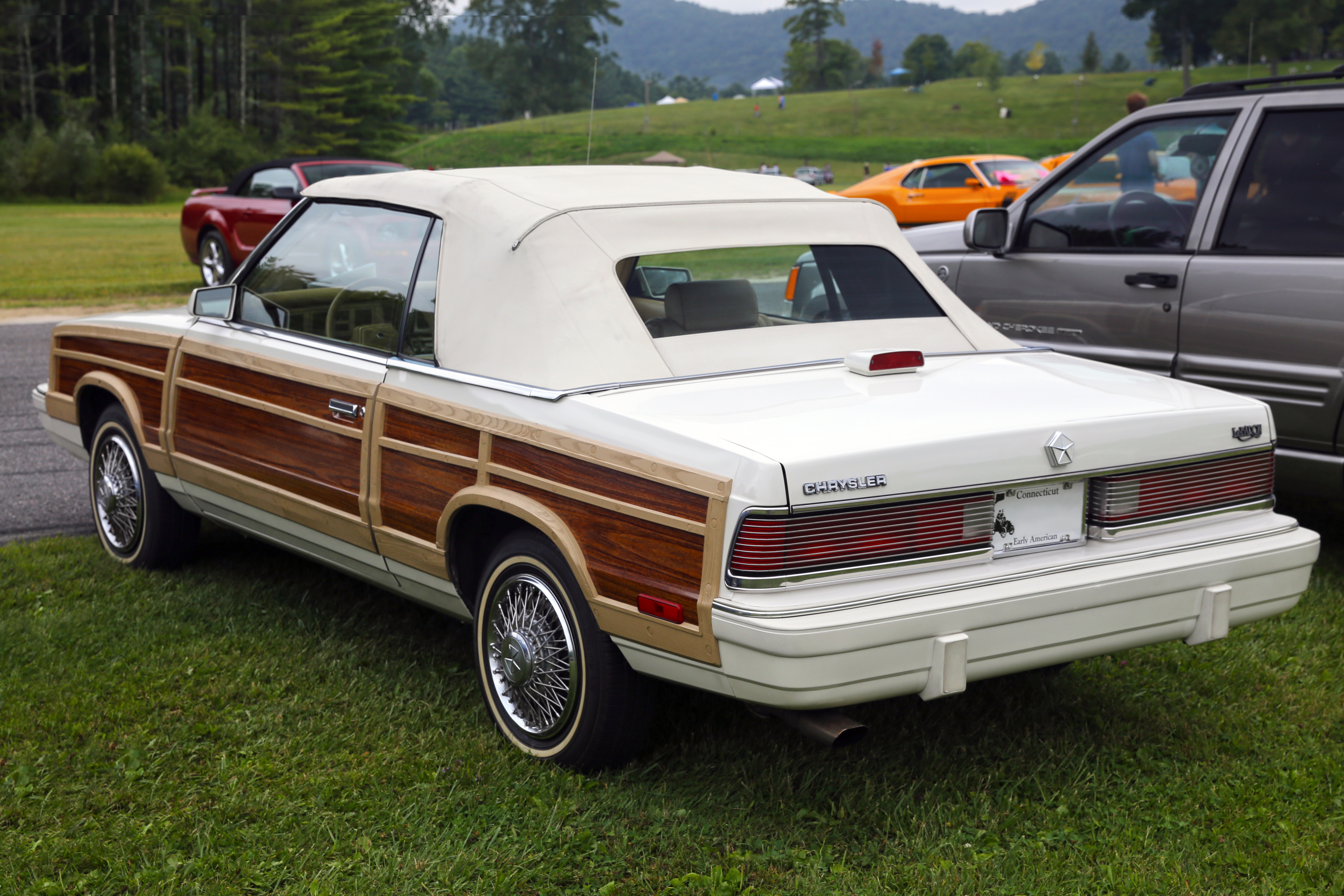
Chrysler Town & Country IX Cabriolet

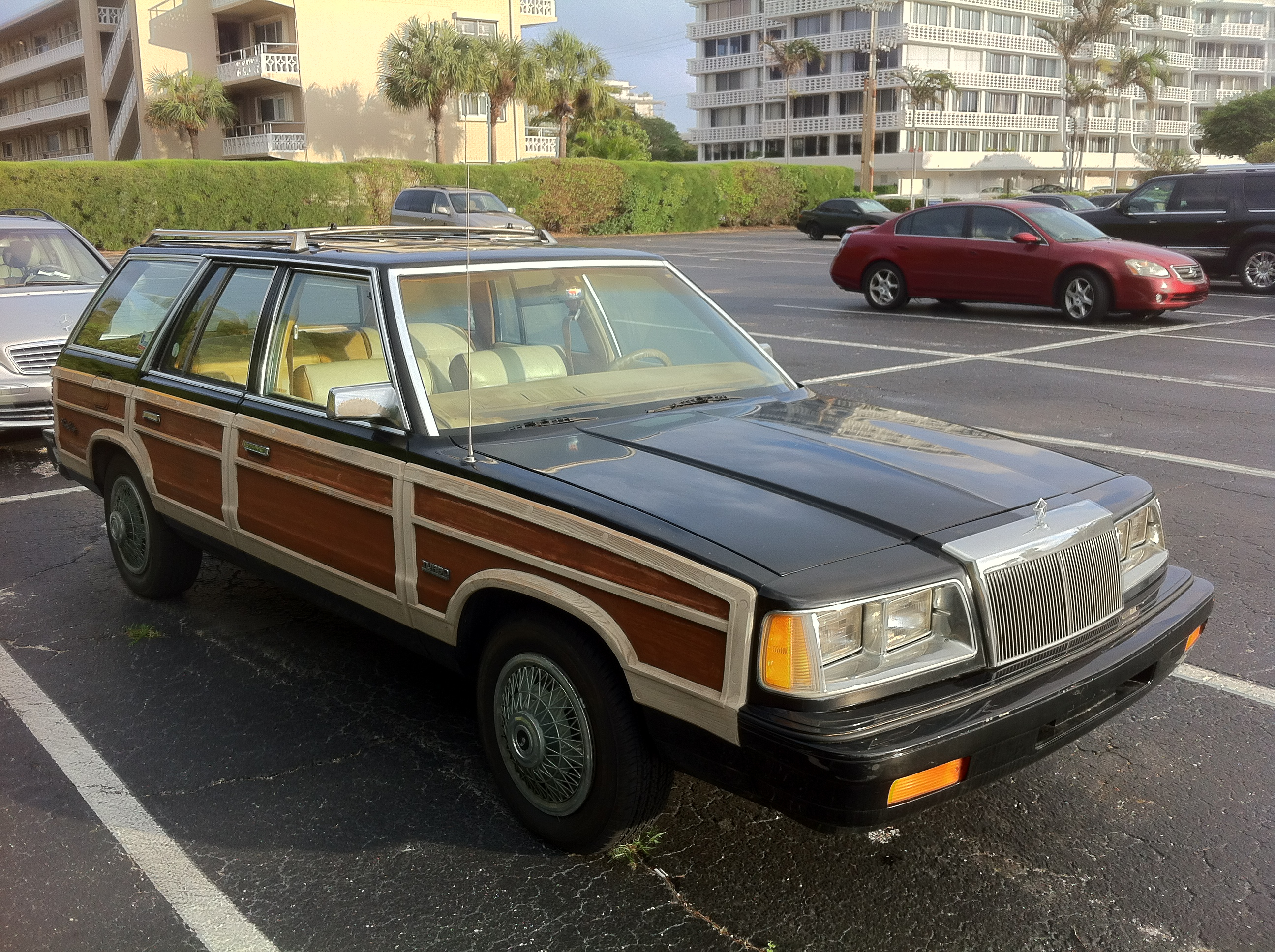
Chrysler Town & Country IX po liftingu

Chrysler Town & Country IX został zaprezentowany po raz pierwszy w 1981 roku.
W 1981 roku Chrysler zaprezentował dziewiątą i zarazem ostatnią odsłonę modelu Town & Country w dotychczasowej formie. Po raz pierwszy w historii tej serii modelowej samochód przeszedł gruntowną metamorfozę, powstając w ramach zupełnie innej koncepcji. Tym razem Town & Country nie był już pełnowymiarowym kombi, lecz samochodem klasy średniej. Ponownie była to pochodna wersja innego modelu w ofercie - tym razem, drugiej generacji modelu LeBaron zbudowanego na platformie K-body. Producent ponownie zastosował charakterystyczne okleiny nadwozia imitujące drewno mahoniowe.

### Koniec produkcji
Produkcja Town & Country zakończyła się w 1988 roku, po czym Chrysler zdecydował się porzucić dotychczasową koncepcję tego modelu jako luksusowego kombi opartego na dużym modelu osobowym z oferty marki. Rok później, w 1989 roku, zaprezentowano zupełnie nowe Town & Country. Odtąd samochód był luksusową, bliźniaczą konstrukcją vana Dodge Caravan.

### Silniki
- L4 2.2l K
- L4 2.2l Turbo
- L4 2.5l K
- L4 2.6l Mitsubishi